# Parque Quase-Nacional Shokanbetsu-Teuri-Yagishiri
O Parque Quase-Nacional Shokanbetsu-Teuri-Yagishiri é um parque quase-nacional localizado na prefeitura japonesa de Hokkaido. Estabelecido em 1 de agosto de 1990, tem uma área de 43 559 hectares.